# Латвийская национальная опера
Латвийская национальная опера (полное наименование Латвийская национальная опера и балет — латыш. Latvijas Nacionālā opera un balets, сокращённо LNOB) — государственное учреждение в Риге (Латвия), занимающееся развитием оперного, балетного и классического музыкального искусства. Находится на бульваре Аспазияс, 3.

## История строительства
Здание, где ныне располагается Национальная опера и балет Латвии, было построено в центре города в 1863 году как 1-й городской (Немецкий) театр (архитектор Людвиг Бонштедт).
Генерал-губернатор Риги Александр Суворов-Рымникский (внук генералиссимуса Суворова) убедил императора Александра II вычеркнуть Ригу из списка имперских крепостей, так как городу было тесно внутри крепостных валов, а за их пределами была разрешена только деревянная застройка. Это позволило снести крепостные валы и освободить пространство для новых зданий. План реконструкции городского центра разработали архитекторы Отто Дитце и Иоганн Даниэль Фелско, и он предусматривал площадку для городского театра на берегу канала, на территории бывшего Блинного бастиона. В конкурсе на проектирование Первого городского, или Немецкого театра победил петербуржец Людвиг Бонштедт, проект был утвержден в сентябре 1860 года императором Александром II.
Фасад театра украсил фронтон с изображением Аполлона и других мифологических персонажей. Локализовали проект Бонштедта рижские архитекторы Фридрих Гесс и Генрих Шель. Над внешним декором работали берлинские скульпторы Хуго Хаген и Герман Виттих, над занавесом и первыми декорациями — известные художники Мартин и Леманн. Особой гордостью Бонштедта стал оригинальный потолочный плафон с 750 газовыми горелками.
Театр на 1300 кресел при общей вместимости 2000 человек торжественно открыли 29 августа 1863 года. Перед открытием занавеса прозвучала «Большая праздничная увертюра», за которой последовало праздничное представление «Кубок Аполлона» — оба сочинения главного капельмейстера театра Карла Дюмона.

## Пожары

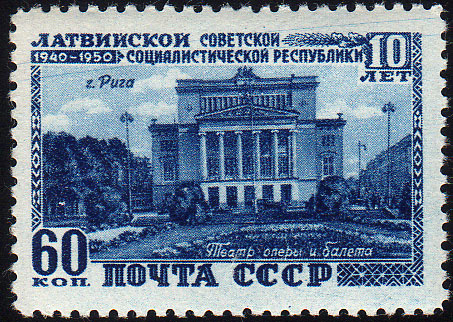
Театр оперы и балета (прежнее название) на почтовой марке 1950 года.

Театр успешно проработал девятнадцать сезонов, однако в июне 1882 года здесь вспыхнул пожар, причиной которого стал газовый фонарь Бонштедта. Выгорела значительная часть зрительного зала, сцена, крыша и потолок. На восстановление потребовалось больше времени, чем на само строительство: пять лет. Театральные представления в этот период проходили во временном деревянном театре («Интерим-театр») на 1200 мест, специально выстроенном по проекту Генриха Шеля в районе нынешней улицы Радио. Восстановление основного здания в 1885—1887 годах осуществил архитектор Рейнгольд Шмелинг.
1 сентября 1887 года Немецкий театр снова распахнул двери, и впервые в Риге в нём было устроено электрическое освещение, для чего между театром и каналом была построена первая в Риге паровая электростанция мощностью 52,5 киловатта.
Рижская садовая дирекция во главе с ландшафтным архитектором Георгом Куфальдтом озеленила окрестности театра. Прямоугольный сквер со стороны Александровской улицы украсил фонтан «Нимфа», созданный в мастерской Фольца.
В интерьере появились лепные украшения, стали выше потолки. Между сценой и залом установили металлический занавес на случай пожара. В 1918 году произошёл новый пожар, но сгорела лишь хозяйственная постройка.
В 1919 году при обстреле бермонтовцев в здание попал артиллерийский снаряд. В результате выгорели портал и правая сторона фасада. Ремонт занял три года, после чего театр открылся уже как Национальная опера.

## От Немецкого театра к Национальной опере
1-й Рижский городской (немецкий) театр проработал до начала Первой мировой войны. Здесь ставили не только немецкие оперы — Вебера, Вагнера, Бетховена, но и французские — Обера, Гуно, Мейербера, и русскую оперную классику — «Жизнь за царя» Глинки, «Демона», «Моисея» и «Маккавеев» Рубинштейна, «Евгения Онегина» и «Иоланту» Чайковского. Все постановки шли на немецком языке.
Под руководством композитора Павула Юрьяна в Риге в 1912 году была создана Латышская опера. В 1914 году она эвакуировалась в Россию, а в 1918-м возобновила свою работу в Латвии под руководством композитора Язепа Витола, выпускника и профессора Санкт-Петербургской консерватории, вернувшегося на родину, однако собственного здания у нее не было. В 1919 году она переезжает в здание Немецкого театра. Первый спектакль состоялся 21 января 1919 года, это была постановка оперы Рихарда Вагнера — «Летучий голландец».
12 апреля 1920 года в Опере чествовали Райниса и Аспазию, возвратившихся из эмиграции. А с середины 1930-х здесь нередко выступал министр-президент Карлис Улманис.
В 1920-30-е годы здесь гастролировали Шаляпин и Собинов, Карсавина, Фокин, итальянская звезда Тоти даль Монте и литовская — Кипрас Петраускас.
С 1944 по 1990 театр назывался Государственным академическим театром оперы и балета Латвийской ССР.
В 1957—1958 гг. театр подремонтировали.
28 июля 1995 года Кабинет министров Латвии принял распоряжение № 424 «О кредите Латвийской национальной опере», предусматривавшее получение кредита в размере 1,9 млн латов. Согласно ему, гарантами кредита в Unibanka, Multibanka, Baltijas Tranzītu banka и DRIG Auslandinvestitions GmbH выступил Фонд государственного недвижимого имущества в кооперации с Министерством культуры, под залог 10 зданий в центре Риги. Кредит не был возвращён, и все здания были проданы с аукционов.
Реконструкцию в 1995—2001 гг. провели по историческим чертежам Р. Шмелинга. В ходе работ были пристроены помещения для технических служб и малый камерный зал.
Мировую славу латвийскому музыкальному искусству принесли артисты балета Марис Лиепа, Михаил Барышников, Александр Годунов, оперные звёзды Эгил Силиньш, Александр Антоненко, Элина Гаранча, Кристине Ополайс, Майя Ковалевска, Марина Ребека.
На сцене Латвийской оперы не доиграл свой последний спектакль во время гастролей московского Театра сатиры Андрей Миронов.

## Основные даты
- 1856 — начало строительства здания.
- 1863 — окончание строительства.
- 1882 — пожар, уничтоживший большую часть здания.
- 1919 — здание передано Латышской опере под руководством Язепа Витола.
- 1944 — переименование Национальной оперы в Театр оперы и балета Латвийской ССР.
- 1990 — театр переименован в Латвийскую Национальную оперу.
- 1995 — начата масштабная реконструкция и ремонт здания.
- 2001 — торжественное открытие обновлённого здания.

## Руководители и выдающиеся артисты

### Главные режиссёры
- Дмитрий Фёдорович Арбенин (1918—1922)
- Петр Иванович Мельников (1922—1933)

### Главные дирижёры
- Теодор Рейтер — главный дирижёр Оперы (1919—1944)
- Леонид Вигнерс — главный дирижёр Оперы (1944—1949)
- Михаил Жуков — дирижёр, главный дирижёр Оперы (1948—1951)
- Гинтарас Ринкявичюс — главный дирижёр Оперы (1996—2003)

### Выдающиеся артисты
- Анна Приеде — солистка балета (1937—1962)
- Валентин Блинов — солист балета (1947—1966)
- Велта Вилциня — солистка балета (1949—1968)
- Александр Вилюманис — солист оперы (1945—1958)
- Жермена Гейне-Вагнер — солистка оперы (1950—1975)
- Марк Гурман — солист балета (1958—1978)
- Александр Дашков — солист оперы (1944—1975)
- Улдис Жагата — солист балета (1944—1968)
- Эльфрида Пакуль — солистка оперы (1944—1956)
- Дмитрий Смирнов — солист оперы
- Харалдс Ритенбергс — солист балета (1950—1977)
- Лариса Туисова — солистка балета (1966—1990)[4]
- Александра Фёдорова — солистка балета и балетмейстер (1925—1933)[5]
- Артур Фринберг — солист оперы (1946—1974)
- Артур Экис — солист балета (1950—1977)
- Александр Антоненко — солист оперы (с 1998)
- Элина Гаранча — солистка оперы (с 1999)
- Кристине Ополайс — солистка оперы (с 2001)
- Марина Ребека — солистка оперы (с 2009)

На сцене Латвийской национальной оперы пели Фёдор Шаляпин, Валерия Барсова.